# Łupkoporyt
Łupkoporyt – kruszywo lekkie wytwarzane ze spieczonych odpadów powęglowych, które pozyskiwane są głównie ze starych, przepalonych hałd powęglowych.
Odpady powęglowe używane do produkcji kruszywa powinny mieć powyżej 75% skał ilastych i mniej niż 0,8% siarki całkowitej, natomiast ich kaloryczność winna wynosić 2200-3500 kJ/kg, przy czym najlepiej, gdy jest to 2500-2900 kJ/kg.
Materiał posiada właściwości fizyczne zbliżone do cegły.